# Битва при Роозбеке
Битва при Роозбеке, иногда называемая битвой при Вестероозбеке (фр. Bataille de Roosebeke), — сражение, состоявшееся 27 ноября 1382 года между фламандской армией под руководством Филиппа ван Артевелде и французской армией под командованием графа Людовика II Фландрского, обратившегося за помощью к французскому королю Карлу VI после поражения в битве при Беверхаутсвельде. Фламандская армия оказалась разгромлена, а её командующий убит. Это сражение считается одним из эпизодов Столетней войны.

## Предшествующие события
Герцог Бургундии Филипп II Смелый управлял советом регентов во Франции с 1380 по 1388 год. Фактически он был правителем страны в детские годы Карла VI, который приходился герцогу племянником. Филипп II Смелый направил французскую армию к Вестроозебеке, чтобы подавить фламандское восстание во главе с Филиппом ван Артевелде. Против восставших уже вёл боевые действия граф Людовик II Фландрский. Филипп II был женат на Маргарите III Фландрской, дочери Людовика.

### Гент
Сначала против Людовика II Фландрского восстали горожане Гента. Граф со своими рыцарями начал осаду города. Через некоторое время жители Гента, не готовые к продолжительной осаде, отправили делегацию с предложением мира. Людовик II потребовал, чтобы все горожане в возрасте от 15 до 60 лет надели себе на шею ярмо. А затем граф сам будет решать, кого помиловать, а кого казнить. Это надменное требование разозлило гентцев и они решили сражаться. 3 мая 1382 года городское ополчение под руководством Филиппа ван Артевелде вышло из города. В состоявшемся сражении недалеко от Брюгге (получившем название Битва при Беверхаутсвельде) отряды чрезмерно самоуверенного графа Людовика потерпели поражение. Вскоре под контролем Филиппа ван Артевелде оказались не только Гент, но и многие другие города Фландрии, чьи жители давно мечтали о независимости.

### Противоборствующие стороны
Французское дворянство было напугано успехом гентцев. Знать опасалась, что восстание перекинется на другие территории. Вскоре рыцари Фландрии стали собираться в единую армию, чтобы проучить простолюдинов Гента. В Париже власти Франции в это время успешно подавили попытку бунта городских низов. После прибытия гонца с тревожными вестями из Гента и просьбой графа Людовика II о помощи, была быстро собрана крупная армия. От имени французского короля герцог Филипп II Смелый собрал до 10 000 воинов к югу от Арраса в начале ноября. В армии находилось 6500 пехотинцев, 2000 пикинёров, 1500 арбалетчиков и лучников. Филипп II Смелый лично профинансировал одну пятую часть от всех расходов на это воинство.
Кроме простых солдат в поход против Гента отправились король Карл VI и герцоги Бургундии, Бурбона и Берри, графы Клисона, Сансера, Куси и много других представителей высшей знати. Такая впечатляющая французская армия собралась впервые после битвы при Пуатье.
Ещё одна армия, меньшая по численности, собралась на севере в Лилле под командованием графа Людовика II.
У лидера фламандского ополчения Филиппа ван Артевелде была достаточно крупная армия. Под его знаменами собрались от 30 000 до 40 000 человек. Но в основном это были простые горожане. Эта армия после первой победы осаждала гарнизон Даниэля Халевина в городе Ауденарде. Узнав о приближении французов, ван Артевелде разделил своё войско. Меньшая часть осталась у Ауденарде, а основная часть сил отправилась к Лиллю навстречу королевским отрядам.

### Действия у Комина
12 ноября французская армия начала движение на север. На реке Лис, недалеко от города Комин, французская армия встретилась с отрядов из 900 фламандских солдат под командованием Петера ван ден Босше и Петера де Винтера. Единственный мост через реку был разрушен и королевские войска остановились в нерешительности. Ван Артевелде даже пообещал своим сторонникам в городе Ипр, что французы никогда не смогут пересечь реку Лис.
Но лидеры французской армии были настроены решительно. По инициативе Оливье де Клиссона группа из 400 французских рыцарей тайно переправилась через реку вброд в стороне от моста. Эти воины провели тревожную ночь, а затем на рассвете вступили в бой с авангардом фламандцев. Пока рыцари сдерживали атаки горожан-ополченцев, французские солдаты смогли восстановить мост. Вскоре основная часть французской армии пересекла реку и начала теснить фламандцев. Более многочисленная пехота гентцев в основном состояла из людей, вооружённых лишь копьями. Эти люди не смогли выдержать натиск профессиональных воинов. Через некоторое время ополченцы авангарда обратились в бегство. Ван ден Босше был ранен, но сумел скрыться.
После этого сражения ряд фламандских городов запросили у французов условия мира и согласились заплатить огромный выкуп французскому королю.

## Битва

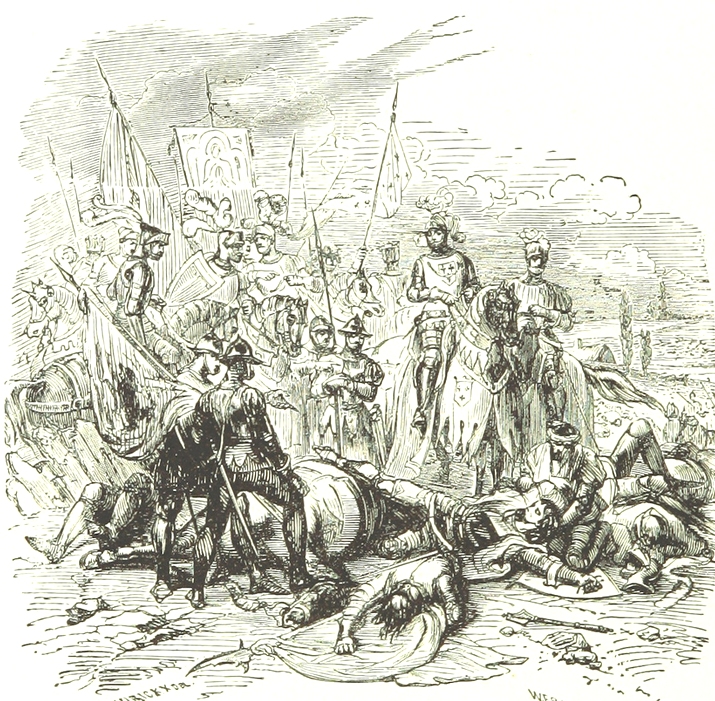
Гибель Филиппа ван Артевелде в битве при Роозбеке

Ван Артевельде ещё сохранял под своим командованием значительные силы. Он решил устроить укреплённый лагерь на холме Гудберг, расположенном между Остневойкерке и Пассендейлом. Французские войска расположились на другой стороне холма.
Утром 27 ноября ван Артевельде решил под прикрытием густого тумана начать атаку на французов и, используя фактор внезапности, повторить успех при Беверхаутсвельде. Чтобы помешать вражеским рыцарям прорвать строй ополченцев, ван Артевелде приказал своим людям двигаться в плотном построении квадратной формы. Впереди шли лучшие воины-гентцы. Каждая сторона квадрата должна была ощетиниться наружу длинными копьями. Правда, из-за этого движение воинов было очень медленным. Это позволило французам собраться с силами.
Французские дворяне хорошо помнили, как плотный строй простых воинов-горожан разгромил рыцарскую конницу в битве Золотых Шпор. Поэтому всадники не стали атаковать фламандцев. Для начала французы направили против ополченцев свою пехоту. Поначалу Ван Артевелде удалось отразить эти атаку и продолжить движение к французскому лагерю.
Французский командующий Оливье де Клиcсон заметил, что строй фламандцев нарушился. Особенно уязвимой выглядела задняя сторона каре, где шли самые слабые силы ополченцев. Де Клисон отправил в атаку тяжелую кавалерию с задачей действовать не в лоб, а против флангов и сзади каре. Этот удар вызвал панику во фламандском тылу. Многие ополченцы побросали копья и бросились бежать. Наиболее решительные из фламандцев сгруппировались в плотный круг, но против них направили арбалетчиков и лучников. Ряды не имевших доспехов гентцев начали быстро редеть. Остальные фламандцы, пытавшиеся бежать, стали жертвами преследовавших их кавалеристов. Французские рыцари не собирались брать пленных и безжалостно убивали всех простолюдинов.
В битву рвался и юный Карл VI. Хоть и с трудом, но его удержали от непосредственного участия в битве.
Филипп ван Артевелде был убит. Его труп французы нашли и решили использовать для устрашения горожан Фландрии. Растерзанное тело привязали к шесту, водрузили на телегу и повезли по городам региона.

## Последствия
Филипп II Бургундский не смог получить особых выгод от своей победы. Французы разграбили несколько городов Фландрии, но не смогли организовать новую осаду Гента. В свою очередь горожане, несмотря на поражение армии ван Артевелде, отказались открывать ворота герцогу. Гент был очень богат и его жители могли позволить себе наём профессиональных солдат для защиты.
После смерти ван Артевелде командование армией Гента принял Франц Аккерман. Восстание, хоть и без прежнего размаха, продолжалось ещё три года. Лишь 8 декабря 1385 года был подписан мирный договор в Турне, согласно которому Гент сохранил свою автономию.